# Herrarnas spelartrupper i landhockey vid olympiska sommarspelen 2008
Herrarnas spelartrupper i landhockey vid olympiska sommarspelen 2008 bestod av tolv nationer.

## Grupp A

### Belgien
Coach: Adam Commens
| 1. Cédric de Greve (GK) 2. Xavier Reckinger 3. Thierry Renaer 4. Jérôme Dekeyser 5. Loïc Vandeweghe (c) 6. John-John Dohmen 7. Thomas van den Balck 8. Maxime Luycx | 1. Cédric Charlier 2. Charles Vandeweghe 3. Philippe Goldberg 4. Gregory Gucassoff 5. Thomas Briels 6. Patrice Houssein 7. Félix Denayer 8. Jérôme Truyens |

Reserver:
1. David van Rysselberghe (GK)
2. Alexandre de Saedeleer

### Kina
Coach: Kim Sang-Ryul
| 1. Sun Tianjun 2. Luo Fangming 3. De Yunze 4. Jiang Xishang 5. Song Yi (c) 6. Li Wei 7. Meng Xuguang 8. Liu Xiantang | 1. Meng Lizhi 2. Hu Liang 3. Meng Jun 4. Yu Yang 5. Na Yubo 6. Sun Rifeng (GK) 7. Tao Zhinan (GK) 8. Hu Huiren |

Reserver:
1. Lu Fenghui
2. Ao Changrong

### Tyskland
Coach: Markus Weise
| 1. Philip Witte 2. Maximilian Müller 3. Sebastian Biederlack 4. Carlos Nevado 5. Moritz Fürste 6. Tobias Hauke 7. Tibor Weissenborn 8. Benjamin Wess | 1. Niklas Meinert 2. Timo Wess (c) 3. Oliver Korn 4. Christopher Zeller 5. Max Weinhold (GK) 6. Matthias Witthaus 7. Florian Keller 8. Philipp Zeller |

Reserver:
1. Christian Schulte
2. Jan-Marco Montag

### Nya Zeeland
Coach: Shane McLeod
| 1. David Kosoof 2. Simon Child 3. Blair Hopping 4. Dean Couzins 5. Casey Henwood 6. Ryan Archibald (c) 7. Bradley Shaw 8. Paul Woolford (GK) | 1. Kyle Pontifex (GK) 2. Phillip Burrows 3. Hayden Shaw 4. James Nation 5. Gareth Brooks 6. Shea McAleese 7. Benjamin Collier 8. Steve Edwards |

Reserver:
1. Richard Petherick
2. Nicholas Wilson

### Sydkorea
Coach: Cho Myung-Jun
| 1. Ko Dong-Sik (GK) 2. Kim Byung-Hoon 3. Kim Chul 4. Kim Yong-Bae 5. Lee Nam-Yong 6. Seo Jong-Ho (c) 7. Kang Seong-Jung 8. Yoon Sung-Hoon | 1. You Hyo-Sik 2. Yeo Woon-Kon 3. Cha Jong-Bok 4. Lee Myung-Ho (GK) 5. Hong Eun-Seong 6. Kang Moon-Kweon 7. Kim Sam-Seok 8. Jang Jong-Hyun |

Reserver:
1. Lee Jae-Won
2. Hyun Hye-Sung

### Spanien
Coach: Maurits Hendriks
| 1. Francisco Cortes (GK) 2. Santi Freixa 3. Francisco Fábregas (c) 4. Víctor Sojo 5. Alexandre Fabregas 6. Pablo Amat 7. Eduardo Tubau 8. Roc Oliva | 1. Juan Fernandez 2. Ramón Alegre 3. Xavier Ribas 4. Albert Sala 5. Rodrigo Garza 6. Sergi Enrique 7. Eduard Arbos 8. David Alegre |

Reserver:
1. Franc Dinares
2. Xavier Castillano (GK)

## Grupp B

### Australien

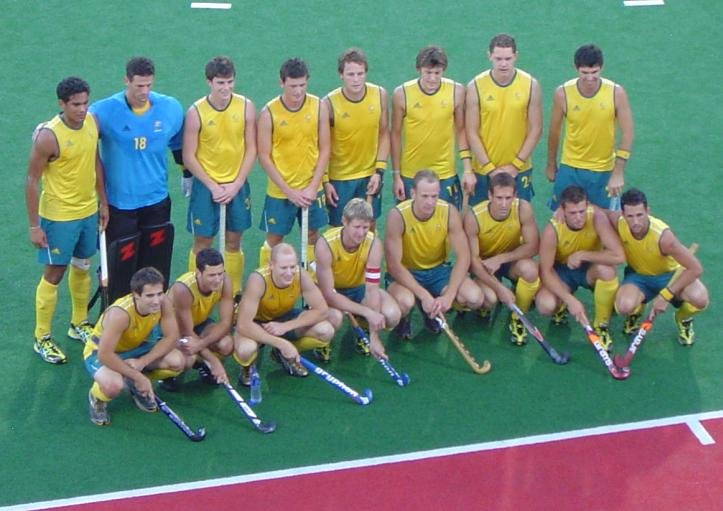
Australias lag innan matchen mot Pakistan. Från vänster: Abbott, Lambert, Kavanagh, Matheson, Guest, Ockenden, Brooks, Wells. Främre raden från vänster: Brown, Dwyer, Hammond, George, Doerner, de Young, Schubert, Knowles.

Coach: Barry Dancer
| 1. Jamie Dwyer 2. Liam de Young 3. Robert Hammond 4. Mark Knowles 5. Eddie Ockenden 6. David Guest 7. Luke Doerner 8. Grant Schubert | 1. Bevan George (c) 2. Stephen Lambert (GK) 3. Eli Matheson 4. Matthew Wells 5. Travis Brooks 6. Kiel Brown 7. Fergus Kavanagh 8. Des Abbott |  |

Reserver:
1. Andrew Smith
2. Stephen Mowlam (GK)

### Kanada
Coach: Louis Mendonca
| 1. Mike Mahood (GK) 2. Anthony Wright 3. Scott Tupper 4. Marian Schole 5. Ken Pereira 6. Wayne Fernandes 7. Peter Short 8. Rob Short (c) | 1. Scott Sandison 2. Connor Grimes 3. Paul Wettlaufer 4. Mark Pearson 5. Ranjeev Deol 6. Ravinder Kahlon 7. Bindi Kullar 8. Gabbar Singh |

Reserver:
1. Philip Wright
2. David Carter (GK)

### Storbritannien

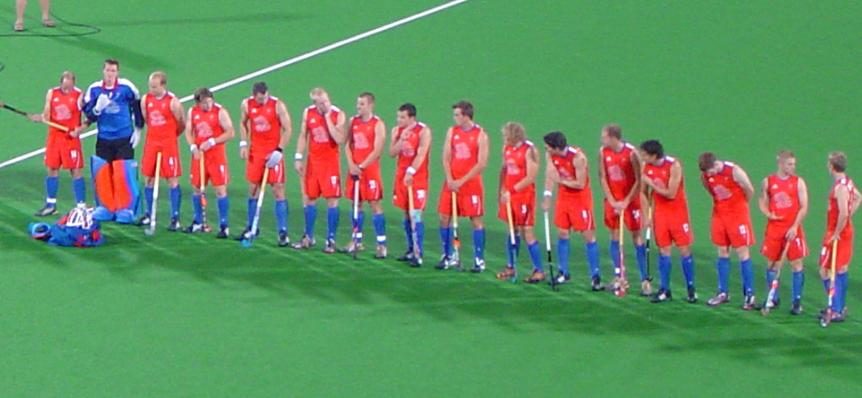
Storbritanniens lag innan matchen mot Sydafrika. Från vänster: Hawes, McGregor, Kirkham, Dick, R. Mantell, Wilson, Bleby, Tindall, Daly, Alexander, S. Mantell, Marsden, Moore, Clarke, Jackson, Middleton.

Coach: Jason Lee
| 1. Alistair McGregor (GK) 2. Glenn Kirkham 3. Richard Alexander 4. Richard Mantell 5. Ashley Jackson 6. Simon Mantell 7. Stephen Dick 8. Matt Daly | 1. Jonty Clarke 2. Rob Moore 3. Ben Hawes (c) 4. Alastair Wilson 5. Barry Middleton 6. James Tindall 7. Jon Bleby 8. Ben Marsden |  |

Reserver:
1. Niall Stott
2. James Fair (GK)

### Nederländerna
Coach: Roelant Oltmans
| 1. Guus Vogels (GK) 2. Geert-Jan Derikx 3. Rob Derikx 4. Thomas Boerma 5. Sander van der Weide 6. Ronald Brouwer 7. Roderick Weusthof 8. Taeke Taekema | 1. Laurence Docherty 2. Jeroen Delmee (c) 3. Teun de Nooijer 4. Rob Reckers 5. Matthijs Brouwer 6. Jeroen Hertzberger 7. Timme Hoyng 8. Robert van der Horst |

Reserver:
1. Jaap Stockmann (GK)
2. Rogier Hofman

### Pakistan

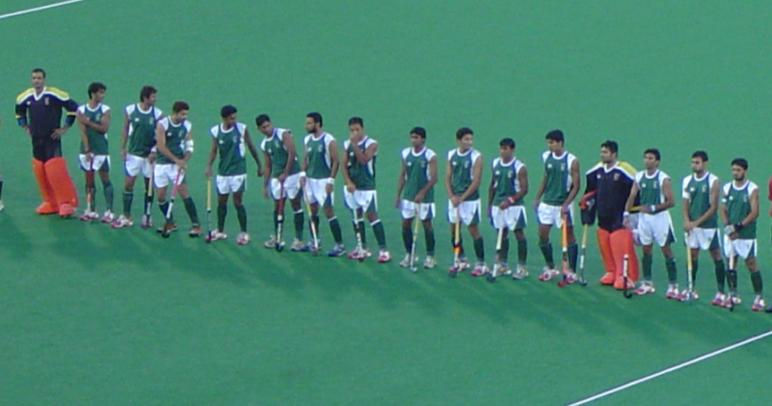
Pakistans lag innan matchen mot Australien. Från vänster: S. Akbar, Bilgrami, Saqlain, Warsi, Zubair, Imran, Abbasi, Rana, Rasool, W. Akbar, Javed, Waqas, Ahmed, Maqsood, Butt, Ashraf.

Coach: Naveed Alam
| 1. Salman Akbar (GK) 2. Zeeshan Ashraf (c) 3. Muhammad Imran 4. Muhammad Javed 5. Muhammad Saqlain 6. Adnan Maqsood 7. Muhammad Waqas 8. Waqas Akbar | 1. Shakeel Abbasi 2. Rehan Butt 3. Syed Abbas Haider Bilgrami 4. Nasir Ahmed (GK) 5. Syed Imrab Ali Warsi 6. Muhammad Asif Rana 7. Muhammad Zubair 8. Shafqat Rasool |  |

Reserver:
- Muhammad Ateeq
- Shabbir Ahmed Khan

### Sydafrika

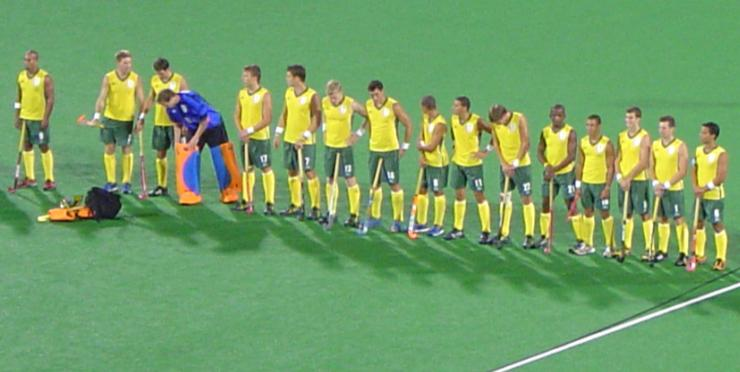
Sydafrikas lag innan matchen mot Storbritannien. Från vänster: E. Smith, Symons, McDade, Hibbert, Abbott, Gallagher, Blake, Rose-Innes, Harper, Abrahams, Hammond, Tsolekile, Bam, A. Smith, Cronje, Jacobs

Coach: Gregg Clark
| 1. Andrew Cronje 2. Ian Symons 3. Austin Smith 4. Bruce Jacobs (c) 5. Darryn Gallagher 6. Marvin Harper 7. Emile Smith 8. Clyde Abrahams | 1. Paul Blake 2. Eric Rose-Innes 3. Marvin Bam 4. Geoffrey Abbott 5. Thornton McDade 6. Chris Hibbert (GK) 7. Lungile Tsolekile 8. Thomas Hammond |  |

Reserver:
1. Shanyl Balwanth
2. Erasmus Pieterse (GK)